# Jonathan Oppenheim
Jonathan Oppenheim es un catedrático de física en University College London. Es un experto en la teoría de información cuántica y gravedad cuántica. 
Oppenheim demostró la Tercera ley de la termodinámica (conjeturada por primera vez por Walther Nernst en 1912) con Lluis Masanes.
Junto con Michał Horodecki y Andreas Winter, descubrió la fusión de estados cuánticos y utilizó este hallazgo para demostrar que la información cuántica podría ser negativa  . Más recientemente, él y sus colaboradores han desarrollado una teoría de recursos para la termodinámica en la escala nano y cuántica.
Su doctorado bajo la supervisión de Bill Unruh en la Universidad de Columbia Británica trató del tiempo cuántico. En 2004 trabajó como investigador postdoctoral bajo la dirección de Jacob Bekenstein y Fellow Universitario de la Royal Society en Cambridge antes de trasladarse a University College London.

## Publicaciones
- Partial Quantum Information, Nature 436:673-676 (2005)
- Implementing a Quantum Computation by Free Falling, Science 311:1106-1107 (2006)
- The Uncertainty Principle Determines the Nonlocality of Quantum Mechanics, Science 330:1072-1074 (2010)
- Horodecki, Michał, and Jonathan Oppenheim. "Fundamental limitations for quantum and nanoscale thermodynamics." Nature Communications 4 (2013).
- The second laws of quantum thermodynamics. Proceedings of the National Academy of Sciences, 112(11), pp. 3275-3279 (2015)
- A general derivation and quantification of the third law of thermodynamics, Nature Communications 8, 14538 (2017)